# The Dominatress
The Dominatress, è il primo EP del gruppo musicale statunitense Savage Grace, pubblicato nel 1983 dall'etichetta discografica Metal Blade Records.

## Il disco
Si tratta dell'esordio discografico della band dedita a sonorità speed metal ed uscì in vinile da 7 pollici edito dalla Metal Blade. La stessa etichetta in precedenza aveva già pubblicato la canzone Scepters of Deceit sulla compilation Metal Massacre, Vol II del 1982. Alla registrazione partecipò anche il chitarrista Kenny Powell che, poco dopo, fondò gli Omen.
Il disco venne ristampato in vinile nel 2008 dalla Molten Metal Productions. Nel mese di aprile del 2010 fu pubblicato in un unico CD insieme all'album Master of Disguise dall'etichetta Limb Music.

## Tracce
Testi e musiche di Christian Logue.
1. Fight for Your Life – 4:33
2. Curse the Night – 5:39
3. The Dominatress – 4:23
4. Live to Burn – 3:38
5. Too Young to Die – 5:11

## Formazione
- Jon Birk – voce
- Christian Logue – chitarra
- Kenny Powell – chitarra
- Brian East – basso
- Dan Finch – batteria